# Absolut Gold
Absolut Gold (né le 24 mars 2010) est un cheval hongre Selle français de robe baie, monté en concours complet d'équitation par le cavalier français Nicolas Touzaint avec qui il décroche une médaille de bronze par équipes et une 6e place en individuel aux Jeux olympiques de Tokyo en 2021. 

## Histoire
Absolut Gold naît le 24 mars 2010, à l'élevage de M. Philippe Patenotte, à Senlis dans le département de l'Oise, en France. Il est initialement monté par sa naisseuse, Élodie Patenotte, jusqu'à l'âge de 7 ans ; c'est durant ces épreuves pour jeunes chevaux qu'il est repéré par le cavalier olympique Nicolas Touzaint. Élodie Patenotte ne parvenant pas à obtenir les qualifications nécessaires à une participation au mondial du Lion d'Angers, Absolut Gold est vendu au haras des Coudrettes, sur suggestion de Touzaint.
Il devient la propriété du haras des Coudrettes d'Emmanuèle Perron-Pette,, au Mesnil-Maugier, dans le Pays d'Auge.
Il participe aux championnats d'Europe de concours complet à Luhmühlen en 2019. Sélectionné pour participer aux Jeux olympiques de Tokyo, il remporte le Grand National du Lion d'Angers en mai 2021.

### Participation aux Jeux olympiques de Tokyo 2020
Aux Jeux olympiques d'été de 2020 à Tokyo, il remporte une médaille de bronze par équipe dans sa discipline, et termine 6e en individuel, ce qui représente la meilleure performance française dans cette discipline. Il est sans fautes sur son parcours de cross et en saut d'obstacles, terminant son parcours d'obstacles avec une pénalité de 1 point de temps dépassé.

## Description
Absolut Gold est un hongre de robe baie, inscrit au stud-book du Selle français. Il mesure 1,72 m à l'âge de deux ans.

## Palmarès
Il atteint un indice de concours complet (ICC) de 157 en 2019.

## Origines
C'est un fils de l'étalon Trakehner Grafenstolz,. Sa mère Celle Merzlaise est une Pur-sang, fille de l'étalon irlandais Verglas.